# Ernő Erbstein
Ernő (Ernesto) Egri Erbstein (Nagyvárad, 13 maggio 1898 – Superga, 4 maggio 1949) è stato un calciatore e allenatore di calcio ungherese, scomparso nella tragedia di Superga.

## Carriera

### Giocatore
Erbstein nacque nel 1898 in una famiglia ebraica a Nagyvárad — odierna Oradea — in Transilvania, all'epoca provincia ungherese dell'impero austro-ungarico e oggi in Romania.
Quando aveva due anni la sua famiglia si stabilì a Budapest e lì crebbe, diplomandosi alla locale scuola superiore di educazione fisica.
Inoltre, entra nell'associazione locale di atletica, il Budapesti Atle'tikai Klub, che conta anche una squadra di calcio, il BAK Budapest, che lo ingaggia nel ruolo di mediano e dove resta dal 1915 al 1924.
Dopo il diploma inizia a lavorare come agente di borsa e, anche se il calcio passa in secondo piano, milita sempre nelle file del BAK. Nel 1924 però l'Olympia Fiume, poi divenuto Fiumana, lo nota e lo porta in Italia. Con questa maglia, Erbstein disputa 18 incontri e mette a segno 5 gol. L'anno successivo è un giocatore del Calcio Vicenza (non ancora chiamato L.R. Vicenza), nell'allora seconda divisione, l'attuale Serie B, (ma più simile, come struttura, alla Lega Pro odierna), dove gioca 28 partite e segna 2 reti. Durante il suo soggiorno a Vicenza,  sposa, nel 1926, Jolanda Hunterer, che aveva conosciuto in Ungheria; il 18 febbraio dello stesso anno, viene al mondo, a Budapest, la loro prima figlia, Susanna, in seguito diventata una rinomata ballerina, coreografa e maestra di danza classica.
La carriera di Erbstein, però, non riesce a decollare, anche a causa della Carta di Viareggio, documento pubblicato in Versilia il 2 agosto 1926 e che non permetteva agli stranieri di partecipare al campionato tricolore, a partire dall'anno 1928 (provvedimento legato al fascismo che colpì duramente la maggior parte delle società italiane, che contava, complessivamente, più di ottanta giocatori provenienti da Paesi esteri). Dunque, anche per motivi riguardanti il suo lavoro in banca, Erbstein decide di trasferirsi negli Stati Uniti, trovando però anche un ingaggio nell'American Soccer League giocando con i Brooklyn Wanderers, allenati da un ex-attaccante angloamericano, Nathan Agar (è anche stato, nel 1905, tra i fondatori della United States Football Association della quale fu prima segretario e poi Presidente), dove milita anche il connazionale Béla Guttmann. Gioca un paio d'anni poi la crisi nell'attività borsistica lo porta ad abbandonare gli Stati Uniti e a chiudere la sua carriera con il calcio giocato, per poi rientrare in Ungheria.

### Allenatore

#### Gli inizi

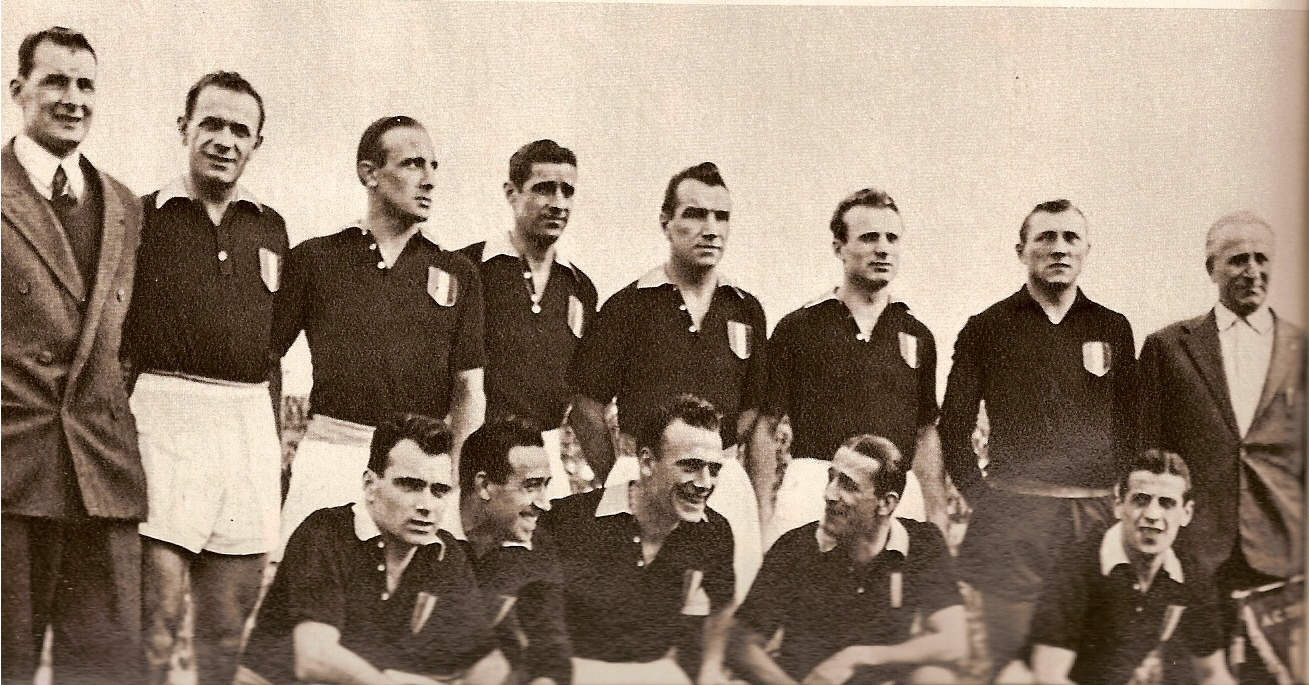
Erbstein, il primo a destra, e il Grande Torino

Ritornato in Ungheria riversa tutte le sue energie nello studio del calcio come fenomeno, nelle tattiche di gioco e nella preparazione fisica degli atleti. Cerca di rimanere informato su ogni novità e mutamento che avviene in Inghilterra, patria del football, a cui tutti, in quel periodo, guardavano e si ispiravano.
In Italia, intanto, qualcuno si ricorda di lui, specialmente come istruttore, una fama che lo accompagnava anche durante gli anni giocati. La sua prima esperienza in panchina è con la U.S.F. De Pinedo di Andria (antenata della Fidelis Andria), formazione pugliese fondata negli anni '20 da Amerigo De Meo e che partecipava a campionati non ufficiali. Nel 1928, la dirigenza del Bari lo chiama ad allenare la squadra nella Divisione Nazionale, dove chiude la stagione in tredicesima posizione. L'anno dopo passa alla Nocerina, portando la squadra al quinto posto in classifica nel girone finale meridionale di Prima divisione (ovvero il terzo livello del campionato di calcio dopo la riforma dell'anno precedente). Questo risultato soddisfa la società campana a tal punto da dedicargli, nel secondo dopoguerra, il viale attiguo allo stadio. Per l'annata 1930/31, Erbstein si trasferisce al Cagliari, sempre in Prima divisione. Qui ottiene la promozione dopo aver vinto il girone F ed il successivo girone finale del sud. L'anno successivo porta i sardi fino al tredicesimo posto del campionato di serie B. Sempre nel 1931, inoltre, nasce a Budapest la sua secondogenita, Marta. Nel 1932/33, Erbstein torna al Bari, ormai in serie A, per sostituire Árpád Weisz; la stagione inizia negativamente, tanto che Ernest è esonerato dopo sette partite e la sua squadra retrocede a fine campionato, piazzandosi soltanto diciassettesima. Così, l'anno successivo, Erbstein diventa il nuovo allenatore della Lucchese di Giuseppe Della Santina, in prima divisione: vince subito il girone F ed il girone finale C, portando la sua nuova squadra in serie B. Nel 1934/35 ottiene solo il settimo posto, ma l'annata seguente la Lucchese arriva in testa al campionato, davanti al Novara. Durante la prima stagione nella massima serie, la Lucchese arriva incredibilmente al settimo posto, con lo stesso punteggio dell'Ambrosiana. Nel 1937/38, ultima sua stagione alla guida della formazione toscana, a causa di problemi di salute, viene affiancato da Umberto Caligaris, ex-Juve, con il quale porta la squadra al quattordicesimo posto, riuscendo così ad ottenere la salvezza.

#### Le leggi razziali e la guerra
A Lucca, Erbstein era osannato e sicuramente sarebbe rimasto volentieri, ma le prime Leggi razziali fasciste emesse a partire dal 1938 lo colpiscono direttamente. I suoi motivi di apprensione, specialmente per la sua famiglia, sono da prendere in seria considerazione. Si ritrova a non poter più far frequentare una scuola pubblica alle sue figlie. Decide così di accettare l'offerta della dirigenza piemontese dei granata a guidare il Torino: il trasferimento sarebbe servito, in parte, a giustificare alle sue figliole l'iscrizione in una nuova scuola privata. Dalla Lucchese, l’allenatore ungherese si porta dietro Aldo Olivieri, fresco campione del Mondo (aveva infatti sostituito Giampiero Combi), e permette a Raf Vallone, promettente centrocampista delle giovanili del Toro, di esordire in prima squadra. Inoltre, Erbstein ritrova nella sua nuova formazione Bruno Neri, mediano ex-Lucchese e con tre presenze in Nazionale. Neri, che diventerà un partigiano nel corso della guerra, muore in uno scontro con i tedeschi sull’Eremo di Gamogna il 10 luglio del 1944. Il Torino inizia il campionato 1938-1939 con il piede giusto, battendo subito la Lucchese per 5-1 e sconfiggendo, clamorosamente, il Bologna di Árpád Weisz, con un secco 3-0. Nonostante la testa della classifica, conquistata al pari del Liguria, il Torino inciampa contro Lazio e Roma, ottenendo solo un pareggio ed una brutta sconfitta. I granata tornano in testa al campionato il 18 dicembre 1938, battendo l’Ambrosiana per 2-1. Quella stessa sera, però, Erbstein viene convocato dalla questura: anche se non pratica nessuna religione da anni, ha origini ebraiche, e quindi deve abbandonare il lavoro e l'Italia (mentre le figlie, seppur battezzate, non potranno più frequentare la scuola).
La sua ultima partita, giocata il 29 gennaio 1939, sarà una sconfitta per 3-1 sul campo della Triestina. Viene sostituito, come direttore tecnico, da un altro ungherese, Ignác Molnár (consigliato dallo stesso Ernest, poiché erano vecchi amici), mentre il ruolo di allenatore continua ad essere di Mario Sperone. La squadra, come sottolineato da Vittorio Pozzo, non esprimerà più il gioco brillante di prima e, a causa di una sconfitta per 6-1 rimediata contro il Genoa, arriverà solo seconda in campionato, con 38 punti, alle spalle del Bologna (che di punti ne ottiene 42). Inoltre, anche per i campioni d’Italia si verifica una situazione analoga: Árpád Weisz, anch’esso ebreo ungherese, viene improvvisamente cacciato dalla squadra emiliana per essere sostituito da Hermann Felsner. Nonostante questo, Ferruccio Novo, presidente del Torino dal 1939, cercherà in tutti i modi di aiutare Erbstein.
L’allenatore ungherese riesce a trovare un accordo con il Feyenoord grazie a Molnár (che, tra l’altro, gli aveva procurato anni prima l’ingaggio con l’Olympia Fiume), che sedeva proprio sulla panchina degli olandesi prima di passare al Torino. Purtroppo, Erbstein non arriverà mai a Rotterdam: il treno su cui viaggia viene fermato a Kleve, sul confine tra Germania e Paesi Bassi e non gli è permesso di entrare nei Paesi Bassi (nonostante il visto rilasciato dal consolato e il contratto già firmato con il Feyenoord). È quindi obbligato a passare diversi mesi in Germania, dove però, in quanto ebreo, non viene accolto praticamente da nessuno. L’unica soluzione, quindi, è quella di ritornare a Budapest, dove vivevano ancora alcuni parenti di Ernest: con l’aiuto di Ferruccio Novo, presidente del Torino, Erbstein riesce a trarre in salvo la sua famiglia riportandola nella capitale ungherese. Sempre grazie alla collaborazione con Novo, poi, ottiene un lavoro presso una ditta tessile del biellese, cosa che gli permette di tornare in Italia più volte (aveva inoltre mutato il suo cognome in Egri, per renderlo simile all’italiano). In questo periodo, dunque, riesce, anche se clandestinamente, a collaborare con il Torino, suggerendo l’acquisto, tra gli altri, di Valentino Mazzola ed Ezio Loik.
Anche questa volta, però, la pace di Erbstein dura poco: il 18 marzo 1944, le truppe tedesche invadono l’Ungheria. Ernest viene internato in un campo lavoro finalizzato alla costruzione di strade e ferrovie, ma scampa comunque alle prime ondate di deportazioni. La figlia Susanna, invece, riesce a farsi accogliere in un pensionato per ragazze cattoliche nella periferia di Budapest, dove porta anche la madre.  Dopo l’assalto del pensionato da parte delle truppe tedesche, però, le due ragazze sono costrette a fuggire, per raggiungere la sorella di Jolanda, che farà ottenere loro dei documenti falsi. Anche Erbstein riesce a fuggire e a ricongiungersi con la famiglia. I pericoli, però, non sono finiti: a causa dell’assedio finale di Budapest, iniziato il 20 dicembre 1944, Ernest, grazie all’aiuto di Susanna, è costretto a mettersi in salvo presso Raoul Wallenberg, funzionario svedese, incaricato dalla War Refugee Board (istituita dal presidente statunitense Roosevelt) di istituire una “sezione umanitaria” al fine di salvare gli ebrei ungheresi, che erano più di 800.000. Questa pericolosa azione porta Wallenberg all’arresto il 17 gennaio 1945: probabilmente, muore il 17 luglio dello stesso anno nella prigione Lubjanka. Wallenberg è stato riconosciuto come “Giusto tra le Nazioni”. Salvato ancora una volta ancora da Susanna (che si finge crocerossina per aiutare il padre), Erbstein ritorna dalla sua famiglia, e con questa, dopo un breve periodo, giunge in Italia, dove viene nascosto da Ferruccio Novo fino al termine della guerra.

#### Il Grande Torino e la tragedia di Superga
Dopo la guerra, viene rintracciato dal presidente Novo e fa il suo ritorno nella squadra granata, che nel frattempo aveva vinto l'ultimo campionato disputato, quello del 1942-43, in qualità di consulente prima e di direttore tecnico poi. È il periodo del Grande Torino. Vince subito lo scudetto, battendo all’ultima giornata il Livorno per 9-1.
Nei quattro anni successivi, durante i quali i granata vinsero sempre il tricolore, la squadra diretta da Egri Erbstein collezionò numerosi record: nel 1947-1948, ad esempio, concluse la stagione con 125 gol segnati, 10 dei quali in un memorabile Torino-Alessandria del 2 maggio 1948. Proprio dopo quel 10-0 fu curiosamente richiesto dalla stessa Alessandria, società a rischio retrocessione con la quale aveva già collaborato ufficiosamente nel novembre 1946 (aveva consigliato, tra l'altro, alla dirigenza grigia l'assunzione dell'allenatore Lajos Kovács, suo connazionale e amico); la società granata – già virtualmente campione – accettò il «prestito» del suo direttore tecnico, che guidò quindi l'Alessandria per l'ultima parte di campionato, dapprima operando sul campo e poi supervisionando altri tecnici (Kovács, il dirigente Michele Roncali, Dadone); malgrado un iniziale miglioramento dei risultati, la squadra non ottenne la salvezza ed Egri Erbstein tornò, come previsto, al Torino.
Il gioco del Torino è spiccatamente offensivo (Erbstein utilizza la famosa tattica «WM» di Chapman), grazie soprattutto ad una mirata preparazione fisica e ad uno studio specifico dei movimenti dei giocatori in campo. Per tutti, però, la forza di quella squadra è l’affiatamento tra i giocatori, sia dentro che fuori il rettangolo verde. Quella formazione è considerata da molti come la squadra più forte d’Europa, tanto che la maggior parte dei giocatori della Nazionale di allora vestono la maglia del Torino. Il 4 maggio 1949, però, Erbstein, insieme a tutto il Grande Torino, perde la vita nella tragedia di Superga, quando l’aereo su cui la formazione viaggiava dopo un’amichevole a Lisbona si schianta contro il poderoso bastione della Basilica piemontese. Nove giorni dopo sarebbe stato il suo cinquantunesimo compleanno.

## Riconoscimenti
- Inserito nella Hall of Fame del Cagliari[23]
- Inserito Hall of Fame Granata (2019)
- Inserito nella Hall of Fame FIGC del calcio italiano nella categoria Riconoscimenti alla memoria (2023)

## Palmarès[24]

### Allenatore
- Prima Divisione: 2

Cagliari: 1930-1931
Lucchese: 1933-1934
- Serie B: 1

Lucchese: 1935-1936

### Direttore tecnico
- Campionato italiano: 1

Torino: 1948-1949